# Virginia Fuchs
Virginia Fuchs (ur. 9 marca 1988 r. w Houston) – amerykańska bokserka, olimpijka, brązowa medalistka mistrzostw świata, złota medalistka mistrzostw panamerykańskich. Występowała w kategoriach od 51 do 54 kg.

## Kariera
Boks zaczęła uprawiać w 2008 roku.
W 2018 roku na mistrzostwach świata w Nowym Delhi zdobyła brązowy medal w kategorii do 51 kg. W drugiej rundzie pokonała Jang Eu-na z Korei Południowej. W ćwierćfinale wygrała z Chinką Chang Yuan, lecz w półfinale przegrała z Pang Chol-mi z Korei Północnej 0:5.
Następnego roku zdobyła srebrny medal podczas igrzysk panamerykańskich rozegranych w Limie. W finale kategorii do 51 kg przegrała z Kolumbijką Ingritą Valencią.